# 口羽氏
口羽氏（くちばし、くちばうじ）は、日本の氏族のひとつ。石見国邑智郡口羽を領した、毛利氏の庶家・志道氏の一族である。

## 石見口羽氏

### 発祥
安芸国の戦国大名毛利元就が、享禄2年（1529年）頃、石見国の有力国人高橋氏を滅亡に追い込んだ後、毛利氏一族・坂氏の庶流であった志道元良の次男・通良が石見国邑智郡口羽を領して、口羽氏を称したことを発祥とする。

### 能臣・口羽通良
弘治3年（1557年）頃に志道広良が死去すると、能臣として才気溢れる口羽通良が、毛利元就の信任を得て、毛利氏の山陰方面における活動の中核を担うようになった。尼子氏との戦いにおいて、外交面を中心に活躍した。
尼子氏を降した後、毛利氏の当主となった毛利輝元を補佐するために、吉川元春・小早川隆景の毛利両川と譜代衆の福原貞俊とともに毛利家中の中枢において、政権の運営に尽力した。
また、吉川元春とともに山陰方面にて活動し、尼子氏の残党との戦いや、中国地方に勢力を伸張した織田氏とも戦った。
通良は、天正10年（1582年）に死去。家督は嫡男の口羽春良が継いだ。慶長5年（1600年）の関ヶ原の戦いの後に萩に移住。江戸時代は萩藩士として存続した。
現在、萩市に残る口羽氏の住宅「口羽家住宅」は重要文化財に指定されている。

## 系図
志道氏から口羽氏まで
```
 
志道元良

　┣━━━━━━━┓
 
広良
　　　　　
口羽通良

　┣━━━┓　　　┃
 
広長
　　
坂元貞
  
春良

　┣━━━┓
 
元保
　　
良泰

　┣━━━┓
 
元規
　　
元縁
```

長州藩士口羽氏
```
口羽通良

   ┣━━━━━━━┳━━━━━━━━━━━━━━━━┳━━┓
  
広通
            
春良
                              
元可
  宗立
   ┃              ┣━━┳━━━━━━━┳━━┓    ┃
  
通平
            
元良
  
和智元経
        
元智
  
元武
  元良
   ┣━━━┓      ┣━━┳━━━┓      ｜    ┃    ┣━━┓
  
元通
  
末岡元貞
  
元延
  
元衡
  
和智就時
  
元衡
  
通古
  
就可
  
就通

                                         ┃          ┃    ┣━━┓
                                        
就之
        
通尚
  
通次
  
通久

                                         ┃          ┃    ┃
                                        
通正
        
通顕
  
就通
```